# Жовтий флюоресцентний білок

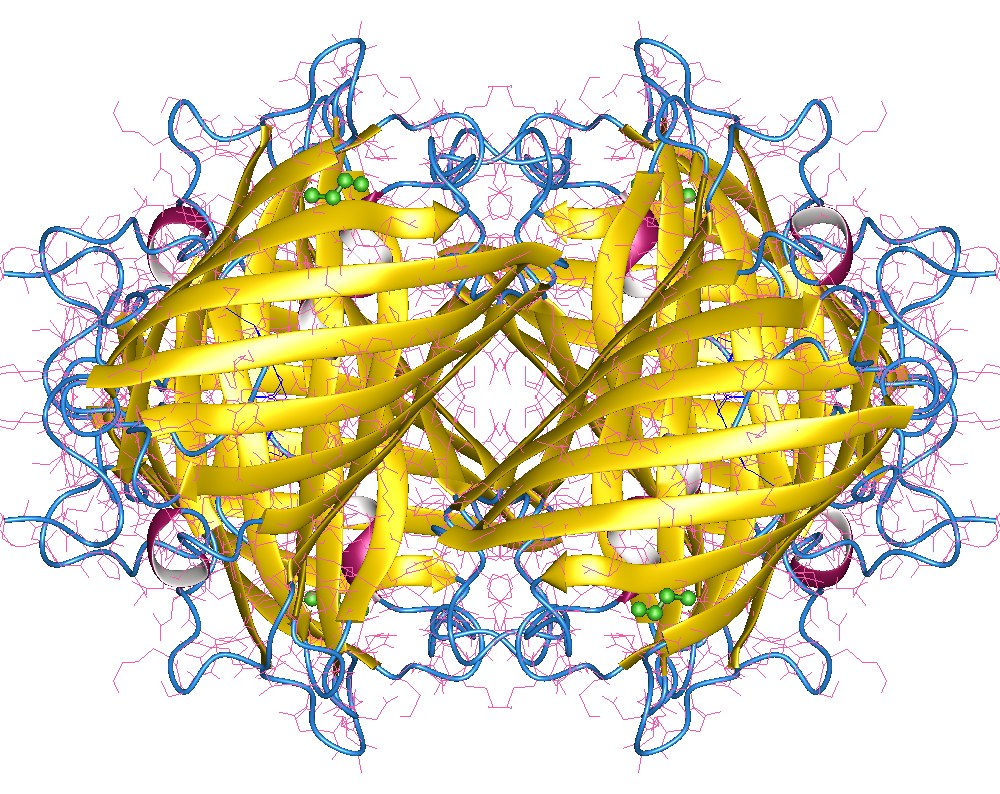
Жовтий флюоресцентний білок із коралу Zoanthus.

Жовтий флюоресцентний білок (англ. Yellow Fluorescent Protein) — генетична мутантна форма зеленого флуоресцентного білка (GFP), виділеного з медузи еквореі Aequorea victoria. Характеризується максимумом поглинання при 514 нм і максимумом флуоресценції при 527 нм. Широко використовується в якості флуоресцентної мітки в клітинній та молекулярній біології для вивчення експресії клітинних білків. Крім нього розроблено серію інших мутантних форм GFP, таких як синій, ціановий тощо.
Venus — модифікований варіант жовтого флюоресцентного білка, що має значно коротший час згортання, меншу чутливість до умов навколишнього середовища, проте і меншу фотостабільність. Цей білок був створений за допомогою рекомбінантних методів та постачається комерційно, наприклад, компанією Molecular Probes, підрозділом компанії Invitrogen.